# Kicin (województwo lubelskie)
Kicin – kolonia w Polsce położona w województwie lubelskim, w powiecie chełmskim, w gminie Białopole.
W latach 1975–1998 miejscowość administracyjnie należała do województwa chełmskiego. 
Kolonia sołectwem w gminie Białopole. Według Narodowego Spisu Powszechnego z roku 2011 kolonia liczyła 142 mieszkańców i była ósmą co do liczby ludności miejscowością gminy.
Nazwa miejscowości pochodzi od jej byłych właścicieli, rodziny Kicińskich. W miejscowości znajduje się Sala Królestwa zboru Świadków Jehowy.
Wierni Kościoła rzymskokatolickiego należą do parafii Matki Bożej Częstochowskiej w Białopolu.